# Mathieu André (rugby à XV)
Pour les articles homonymes, voir Mathieu André et André.

a Compétitions nationales et continentales officielles uniquement.

Dernière mise à jour le 7 octobre 2022.
Mathieu André, né le 22 novembre 1986 à Toulouse, est un joueur français de rugby à XV qui évolue au poste de deuxième ligne.

## Biographie
Mathieu André a connu trois clubs dans sa carrière de joueur qui sont le Stade toulousain, l'Union sportive dacquoise, puis le SC Albi. Arrivé en 2011 au Sporting, il y côtoie les entraîneurs Henry Broncan (2011-2014), Ugo Mola (2014-2015), Mauricio Reggiardo (2015-2016), Serge Milhas (2016-2017), Arnaud Méla (2017-2021) et enfin Mathieu Bonello (2021-2022).
En 2017, malgré la descente en Fédérale 1, il prolonge son contrat avec le SCA pour trois saisons.
Il prend sa retraite de joueur en 2022.
À côté de sa carrière sportive, il est diplômé de l'INSA de Toulouse, devenant ingénieur en génie civil, et lance son entreprise de maîtrise d'œuvre en 2013.